# PRC (fichier)
Pour les articles homonymes, voir PRC.
Les fichiers PRC sont des fichiers exécutables sur des PALM (sous OS Garnet = PALM 1re génération).
Les fichiers PRC/MOBI sont utilisés pour stocker des livres numériques (ebook).
Ce format a été inventé par Mobipocket.com, son extension de fichier est .mobi.
Les fichiers PRC peuvent contenir des données 3D encapsulées dans un fichier PDF.